# Legionel·losi
La legionel·losi, també coneguda com a malaltia del legionari (tot i que només fa referència a una de les formes de la legionel·losi) o, incorrectament, com a legionel·la, és una malaltia infecciosa causada per l'acció d'alguna de les espècies del gènere de bacteris gramnegatiu Legionella, especialment la Legionella pneumophila. Es manifesta per mitjà de diversos símptomes i, en la seva manifestació més greu, pot derivar en una pneumònia i acabar produint la mort de la persona afectada.

## Origen del nom
L'origen del nom prové del primer brot conegut de la malaltia, que va tenir lloc durant una convenció de jubilats de la Legió americana que se celebrà a Filadèlfia (EUA), l'any 1976, i en la qual es va produir un brot de pneumònia que afectà 182 assistents a l'acte, 49 dels quals van morir.
Mesos després, el 18 de gener de 1977, els científics van acabar identificant la causa de la tràgica infecció ocorreguda a Filadèlfia: es tractava d'un bacteri, desconegut fins aquell moment, raó per la qual van decidir de batejar-lo amb el nom de Legionella, en referència a l'antiga professió dels afectats. Per extensió, la malaltia va ser anomenada «legionel·losi».

## Formes de la malaltia
La legionel·losi es pot presentar sota dues formes característiques:
- La febre de Pontiac: és la manifestació lleu de la malaltia, ja que no produeix pneumònia. La persona afectada presenta un estat febril lleu del qual se'n recupera en un màxim de 5 dies.
- La malaltia del legionari: és la manifestació més greu de la infecció, atès que produeix febre alta i acaba derivant en una pneumònia.

## Símptomes de la legionel·losi
La simptomatologia de la legionel·losi és semblant a la de la grip. Així, els afectats presenten febre, esgarrifances o calfreds, malestar, dolors musculars, mal de cap, cansament, pèrdua de gana i tos, que pot ser seca o amb esput. Ocasionalment també presenten diarrea. En el cas dels afectats per la variant malaltia del legionari s'hi pot afegir un quadre de pneumònia atípica.
Tanmateix, sovint és difícil distingir la malaltia del legionari d'altres tipus de pneumònia atenent només als símptomes, raó per la qual es necessiten altres proves per a establir-ne el diagnòstic.
El període d'incubació, és a dir, el temps que transcorre des de l'exposició del pacient al bacteri i el començament de la malaltia, oscil·la entre els 2 i 10 dies en el cas de la malaltia del legionari. Per a la febre de Pontiac el termini és menor, generalment des d'hores fins a 2 dies.

## Epidemiologia
Diversos estudis han relacionat els brots amb la presència de Legionella en torres de refrigeració, condensadors evaporatius i en instal·lacions d'aigua calenta amb recirculació. També en poden ser font les instal·lacions de spa, aspersors de reg, dutxes. La transmissió es produeix per inhalació d'aerosols que contenen petites gotes amb els bacteris, provinent d'aquestes instal·lacions. No s'ha descrit la transmissió de persona a persona. Generalment la infecció passa inadvertida, no obstant en persones amb la resistència prèviament compromesa com són la gent gran i malalts immunocompromesos la malaltia es pot agreujar necessitant hospitalització i fins i tot arribant a produir la mort.

## Prevenció de la legionel·losi
A Catalunya, degut a l'elevada incidència en diversos brots durant la dècada dels 1990 es pren la decisió de controlar i censar totes les instal·lacions de risc i s'imposa als titulars d'aquestes instal·lacions l'obligatorietat de realitzar activitats periòdiques de neteja, desinfecció i control.